# Ніколсон (Джорджія)
Ніколсон (англ. Nicholson) — місто (англ. city) в США, в окрузі Джексон штату Джорджія. Населення — 1808 осіб (2020).

## Географія
Ніколсон розташований за координатами 34°7′0″ пн. ш. 83°25′30″ зх. д. / 34.11667° пн. ш. 83.42500° зх. д. (34.116625, -83.425088).  За даними Бюро перепису населення США в 2010 році місто мало площу 10,41 км², з яких 10,37 км² — суходіл та 0,04 км² — водойми.

## Демографія
Згідно з переписом 2010 року, у місті мешкало 1696 осіб у 588 домогосподарствах у складі 453 родин. Густота населення становила 163 особи/км².  Було 654 помешкання (63/км²).
Расовий склад населення:
| - 90,2 % — білих - 4,9 % — чорних або афроамериканців - 0,7 % — азіатів - 0,2 % — корінних американців - 2,8 % — осіб інших рас |

До двох чи більше рас належало 1,2 %. Частка іспаномовних становила 4,7 % від усіх жителів.
За віковим діапазоном населення розподілялося таким чином: 26,8 % — особи молодші 18 років, 63,8 % — особи у віці 18—64 років, 9,4 % — особи у віці 65 років та старші. Медіана віку мешканця становила 35,0 року. На 100 осіб жіночої статі у місті припадало 98,6 чоловіків;  на 100 жінок у віці від 18 років та старших — 97,1 чоловіків також старших 18 років.
Середній дохід на одне домашнє господарство  становив 50 633 долари США (медіана — 41 389), а середній дохід на одну сім'ю — 52 906 доларів (медіана — 47 500). За межею бідності перебувало 16,6 % осіб, у тому числі 23,4 % дітей у віці до 18 років та 10,3 % осіб у віці 65 років та старших.
Цивільне працевлаштоване населення становило 572 особи. Основні галузі зайнятості: роздрібна торгівля — 29,2 %, освіта, охорона здоров'я та соціальна допомога — 16,3 %, виробництво — 14,9 %.